# Anthony Phillips

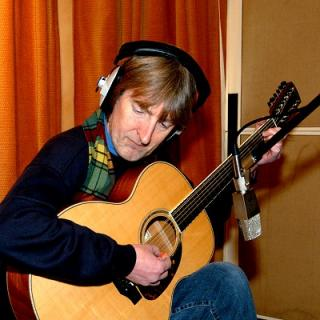
Anthony Phillips

Anthony Edwin "Ant" Phillips (Putney (Londen), 23 december 1951) is een Engels componist, gitarist en toetsenist. Hij werd bekend als eerste gitarist en mede-oprichter van de Engelse progressieve rockband Genesis.

## voor Genesis
Phillips speelde in 1963 voor het eerst in een bandje, The Spiders. In 1965 richtte hij samen met Richard Macphail, Rivers Job, Rob Tyrrell en Mike Rutherford een schoolband op: The Anon. Het eerste nummer dat Phillips schreef was Patricia, dat later door Genesis zou worden opgenomen onder de titel In Hiding. The Anon speelde verder covers, onder andere van nummers van The Rolling Stones.
In 1966 zou The Anon samen met twee andere schoolbands (The Garden Wall en The Climax) optreden tijdens een liefdadigheidsconcert op Charterhouse School. Samen met de leden van The Garden Wall zou The Anon wat demo's opnemen, waarna een platencontract met Jonathan King zou worden ondertekend.

## Genesis
Anthony Phillips richtte in 1967 samen met Peter Gabriel, Mike Rutherford en Tony Banks de groep Genesis op, waarin hij tot 1970 zou spelen en waarmee hij twee albums maakte: From Genesis to Revelation (1969) en Trespass (1970).
Toen Phillips de band wegens extreme podiumangst verliet, stond Genesis nog aan het prille begin van haar carrière. Toch is hij bepalend geweest voor de sound en de richting van de groep in de jaren zeventig. Het geluid van twee tegen elkaar in spelende twaalfsnarige gitaren, het experimenteren met klassieke muziekstructuren en de romantische dramatiek in de muziek waren elementen waarin Phillips het voortouw nam en die tot ver in de jaren zeventig - en in het laatste geval zelfs hun gehele carrière - onderdeel zouden uitmaken van de muziek van de groep.
Misschien is het daarom dat Phillips tot op de dag van vandaag nog altijd vooral bekend is vanwege zijn lidmaatschap van Genesis. Dit in weerwil van zijn inmiddels enorme oeuvre van albums met muziek die zich vooral aan de randen van de pop begeeft.

## Solo
Na Genesis te hebben verlaten stort Phillips zich op een muziekstudie. Hij studeert gitaar, piano en compositie. Vrijwel meteen begint hij ook te werken aan wat een solocarrière zou worden, die je zou kunnen beschrijven als een carrière die zich beweegt tussen twee grote liefdes (popmuziek en klassieke muziek) en de noodzaak van brood op de plank (het schrijven van muziek voor film, televisie en pure gebruikersmuziek voor muziekbibliotheken.

## Solo: popmuziek
Ook al begint Phillips zoals gezegd vrijwel meteen na zijn vertrek uit Genesis te werken aan een eigen oeuvre. Tot veel concreets leidt dit in het begin niet. Phillips experimenteert wat met toetsenist Harry Williamson en werkt daarnaast aan een opname van Silver Song, een lied dat hij schreef toen drummer John Silver in 1969 Genesis verliet. In 1973 duikt Phillips met Genesis-leden Mike Rutherford en Phil Collins de studio in met de bedoeling het op te nemen als de eerste solo-single van Phil Collins. Hoewel de opnames met succes worden afgesloten, wordt het plan om onduidelijke redenen nooit doorgezet en is de single niet verschenen. Veel later zou Phillips verklaren dat Silver Song de enige song was die hij ooit geschreven had die "absoluut een hit was geworden."
Het zou een goede zeven jaar duren voor in 1977 Phillips' debuutplaat The Geese And The Ghost uit zou komen. Het betreft een samenwerking met Mike Rutherford, wiens drukke en bijna spartaanse werkschema met Genesis meteen een van de redenen is voor de lange vertraging die het album opliep (de opnamen voor The Geese And The Ghost begonnen al in 1974). Het album bevat lang uitgesponnen, delicate, akoestisch georiënteerde muziek. Twee liedjes werden gezongen door Genesis-drummer en -zanger Phil Collins en een door Anthony Phillips zelf. De rest van de muziek is instrumentaal.
Wie opvolgers Wise After The Event (1978), Sides (1979) en The Invisible Men (1983) achter elkaar zet, ziet een mislukkende loopbaan in de popmuziek. Phillips de popmuzikant verdrinkt in het geweld van de punk en mist het profiel om het in zijn eentje te redden. Daar komt bij dat hij, mede door het gebrek aan respons op zijn werk, en de almaar zwaardere eis van platenmaatschappij om met hitsingles op de proppen te komen, zijn interesse in de popmuziek verliest. Zijn laatste pop-album The Invisible Men maakte Phillips voornamelijk nog voor het geld en hij refereert er daarom ook al tijdens de opnames aan als "mijn hypotheek-plaat".

## Solo: Private Parts & Pieces
Het zaad voor de redding van zijn carrière en de richting die Phillips uiteindelijk zou uitgaan, wordt gezaaid in 1978, als Private Parts & Pieces verschijnt - het eerste deel van een lange, nog immer voortdurende reeks platen met voornamelijk instrumentale en altijd minimaal geïnstrumenteerde muziek. De plaat bevat thuisopnames van eenvoudige composities op de twaalfsnarige gitaar, de klassieke gitaar, de piano, alsmede twee liedjes. De reeks bouwt zich in de loop der jaren uit rondom dit instrumentarium, soms met de synthesizer als toevoeging (vooral op het prachtige Slow Waves, Soft Stars (1987), het zevende deel in de reeks). De platen vinden hun eigen publiek dat maar voor een deel uit Genesis-publiek bestaat en bouwen ook tot Phillips' eigen verbazing een reputatie op in het New Age-circruit. Het voorlopig laatste deel in de reeks is een dubbel-cd, het volledig akoestische Field Day, en verscheen in 2005.

## Solo: ander werk
Anthony Phillips neemt buiten de Private Parts & Pieces-serie nog een aantal andere bijzondere platen op, die met enige fantasie wel als zijpaden van die serie kunnen worden beschouwd. In 1981 verschijnt 1984 (album), een instrumentale rockplaat die nagenoeg volledig op synthesizer is opgenomen.
In 1988 ziet Tarka het licht, een orkestraal stuk dat het resultaat is van een samenwerking met Harry Williamson en bovendien al gecomponeerd was in de jaren zeventig. Harry is niet alleen een muzikant waarmee Phillips dan al zo'n twee decennia mee samenwerkt, hij is ook de zoon van Henry Williamson, wiens roman Tarka the Otter wordt verfilmd in 1979. Phillips en Williamson zien in hun werk de ideale soundtrack voor die film en slagen erin Tarka met het London Philharmonic Orchestra op te nemen. Ze misrekenen zich echter in de veronderstelde goodwill bij de filmproducers en de film krijgt een andere soundtrack (gecomponeerd door David Fanshawe). De muziek en de opnames van Williamson en Phillips belanden in een la, om daar pas na tien jaar weer uit te komen en de muziek eindelijk wordt voltooid en uitgebracht.
Voor een muzikant die wegens podiumvrees nooit concerten geeft, is het daarnaast bijzonder dat er zich twee live-albums in Phillips' oeuvre bevinden. Aan de titels The Living Room Concert (1995) en Radio Clyde (2003) is een beetje te zien hoe dat kan: het gaat om radio-optredens waarbij Phillips 'live' speelt voor de radiomicrofoon, zonder publiek.

## Solo: toegepaste muziek
Al is het vrije werk van Phillips het bekendste, zakelijk gezien is voor hem zijn toegepaste muziek het belangrijkste, want die muziek vormt zijn belangrijkste inkomstenbron. Phillips maakte muziek voor verschillende documentaires en andere programma's van onder meer de BBC en ITV, waaronder veel natuurdocumentaires. Een gedeelte van zijn zogeheten library music is ook commercieel verkrijgbaar. Finger Painting (1989), Sail The World (1994) en Wildlife (2008, samen met Joji Hirota) zijn voorbeelden van albums waarop Phillips' toegepaste muziek verschenen is.

## Discografie

### Met Genesis
1. From Genesis to Revelation (1969)
2. Trespass (1970)

### Eigen albums
1. The Geese and the Ghost (1977)
2. Wise after the event (1978)
3. Sides (1979)
4. Private Parts & Pieces (1979)
5. Private Parts & Pieces II: Back To The Pavilion (1980)
6. 1984 (1981)
7. Private Parts & Pieces III: Antiques (1982)
8. Invisible Men (1983)
9. Private Parts & Pieces IV: A Catch At The Tables (1984)
10. Private Parts & Pieces V: Twelve (1985)
11. Private Parts & Pieces VI: Ivory Moon (1986)
12. Private Parts & Pieces VII: Slow Waves, Soft Stars (1987)
13. Missing Links Volume One: Finger Painting (1989)
14. Slow Dance (1990)
15. Private Parts & Pieces VIII: New England (1992)
16. Sail The World (1994)
17. Missing Links Volume Two: The Sky Road (1994)
18. The Living Room Concert (1995)
19. Private Parts & Pieces IX: Dragonfly Dreams (1996)
20. Archive Collection Volume One (1998)
21. Private Parts & Pieces X: Soirée (1999)
22. Radio Clyde (2003)
23. Archive Collection Volume Two (2004)
24. Field Day (2005)
25. Wildlife 2008

### Which way the wind blows
In 2019 bracht een groep van studiomuzikanten van The Rocking Horse Studios te Pittsfield (New Hampshire) onder leiding van Brian Coombes (Tristan Park) een eerbetoon aan Phillips uit onder de titel Which way the wind blows.  Coombes wist voor dit album een aantal bekende musici te strikken om mee te spelen: Steve Hackett (uit Genesis en solo, speelt gitaar op Which way), John Hackett (dwarsfluit Sleepfall), John Helliwell (Supertramp, saxofoon Nightmare), Nick Magnus (Steven Hackett Band,  toetsen Silver song), Noel McCalla (zang Which way) en Kate St.  John (The Dream Academy, hobo, Sleepfall)
- tracks: 1:Um & Aargh; 2: Paperchase; 3: Which way the wind blows; 4: Silver song; 5: Something blue; 6: Pulling faces; 7: Collections; 8: Sleepfall: The geese fly west en 9: Nightmare.
- hoesontwerp: Peter Cross, die ook menig plaathoes voor Phillips ontwierp.